# Bonneville-sur-Touques
Bonneville-sur-Touques és un municipi francès situat al departament de Calvados i a la regió de Normandia. L'any 2007 tenia 379 habitants.

## Demografia

### Població
El 2007 la població de fet de Bonneville-sur-Touques era de 379 persones. Hi havia 145 famílies de les quals 31 eren unipersonals (12 homes vivint sols i 19 dones vivint soles), 51 parelles sense fills, 47 parelles amb fills i 16 famílies monoparentals amb fills.
La població ha evolucionat segons el següent gràfic:
Habitants censats

### Habitatges
El 2007 hi havia 242 habitatges, 151 eren l'habitatge principal de la família, 78 eren segones residències i 13 estaven desocupats. 233 eren cases i 7 eren apartaments. Dels 151 habitatges principals, 114 estaven ocupats pels seus propietaris, 31 estaven llogats i ocupats pels llogaters i 6 estaven cedits a títol gratuït; 1 tenia una cambra, 3 en tenien dues, 21 en tenien tres, 36 en tenien quatre i 89 en tenien cinc o més. 125 habitatges disposaven pel capbaix d'una plaça de pàrquing. A 59 habitatges hi havia un automòbil i a 84 n'hi havia dos o més.

### Piràmide de població
La piràmide de població per edats i sexe el 2009 era:
| Homes | Edats   | Dones |
| ----- | ------- | ----- |
| 0     | 95 o +  | 0     |
| 0     | 90 a 94 | 4     |
| 0     | 85 a 89 | 12    |
| 8     | 80 a 84 | 4     |
| 0     | 75 a 79 | 0     |
| 8     | 70 a 74 | 8     |
| 8     | 65 a 69 | 20    |
| 4     | 60 a 64 | 4     |
| 16    | 55 a 59 | 0     |
| 16    | 50 a 54 | 12    |
| 12    | 45 a 49 | 20    |
| 16    | 40 a 44 | 8     |
| 8     | 35 a 39 | 8     |
| 8     | 30 a 34 | 8     |
| 4     | 25 a 29 | 12    |
| 4     | 20 a 24 | 8     |
| 28    | 15 a 19 | 8     |
| 4     | 10 a 14 | 8     |
| 12    | 5 a 9   | 0     |
| 12    | 0 a 4   | 8     |

## Economia
El 2007 la població en edat de treballar era de 258 persones, 187 eren actives i 71 eren inactives. De les 187 persones actives 166 estaven ocupades (97 homes i 69 dones) i 21 estaven aturades (10 homes i 11 dones). De les 71 persones inactives 29 estaven jubilades, 17 estaven estudiant i 25 estaven classificades com a «altres inactius».

### Ingressos
El 2009 a Bonneville-sur-Touques hi havia 159 unitats fiscals que integraven 391,5 persones, la mediana anual d'ingressos fiscals per persona era de 22.292 €.

### Activitats econòmiques
Dels 28 establiments que hi havia el 2007, 7 eren d'empreses de construcció, 8 d'empreses de comerç i reparació d'automòbils, 1 d'una empresa de transport, 3 d'empreses d'hostatgeria i restauració, 2 d'empreses immobiliàries, 4 d'empreses de serveis, 1 d'una entitat de l'administració pública i 2 d'empreses classificades com a «altres activitats de serveis».
Dels 8 establiments de servei als particulars que hi havia el 2009, 1 era un paleta, 2 lampisteries, 1 electricista, 1 empresa de construcció, 1 perruqueria i 2 restaurants.
Dels 2 establiments comercials que hi havia el 2009, 1 era una llibreria i 1 una sabateria.
L'any 2000 a Bonneville-sur-Touques hi havia 5 explotacions agrícoles.

## Equipaments sanitaris i escolars
El 2009 hi havia 1 escola maternal i 1 escola elemental.

## Poblacions més properes
El següent diagrama mostra les poblacions més properes.